# Pablo Carreño Busta
Pablo Carreño Busta (Gijón, 12 de julho de 1991 é um tenista espanhol destro. Profissional desde 2009, sua melhor colocação mundial em simples é a 10ª posição no ranking da ATP. Especialista em simples e duplas, já conquistou seis títulos de ATP, sendo que 3 como simplista e 3 como duplista.

## Carreira
Nascido em Gijón.

### 2016
No início de fevereiro de 2016, depois de ótima campanha, a parceria formada entre o espanhol Pablo Carreño Busta e o argentino Guillermo Durán ficou com o título de duplas do ATP 250 de Quito, no Equador. Os dois bateram na final o dueto formado pelos brasileiros Thomaz Bellucci e Marcelo Demoliner, por 7/5 e 6/4. Na decisão, o ponto crucial foi a capacidade de Carreño Busta e Durán de evitar as quebras, tendo salvado todos os oito break-points que encararam, sendo seis deles no primeiro set. Também tiveram ótimo desempenho no saque: 74% de acerto e apenas sete desses pontos perdidos.
No final de abril, alcança a sua segunda final no ATP de Estoril após vencer o francês Benoît Paire na semi-final. Na final, perde para o compatriota Nicolás Almagro.
Em Setembro, jogando ao lado do compatriota Guillermo Garcia López, disputou à final de duplas no US Open. Mas, foram derrotados pelo brasileiro Bruno Soares e o britânico Jamie Murray.

## ATP Tour finais

### Simples: 2 (2 vices)
| Legenda                           |
| --------------------------------- |
| Grand Slam (0–0)                  |
| ATP World Tour Finals (0–0)       |
| ATP World Tour Masters 1000 (0–0) |
| ATP World Tour 500 Series (0–0)   |
| ATP World Tour 250 Series (0–2)   |

| Títulos por piso |
| ---------------- |
| Duro (0–0)       |
| Saibro (0–2)     |
| Grama (0–0)      |
| Carpete (0–0)    |

| Resultado | N. | Data              | Torneio                           | Piso   | Oponente        | Placar                  |
| --------- | -- | ----------------- | --------------------------------- | ------ | --------------- | ----------------------- |
| Vice      | 1. | 28 Fevereiro 2016 | Brasil Open, São Paulo, Brasil    | Saibro | Pablo Cuevas    | 6–7(4–7), 3–6           |
| Vice      | 1. | 01 Maio 2016      | ATP de Estoril, Estoril, Portugal | Saibro | Nicolás Almagro | 7–6(8–6), 6–7(5–7), 3-6 |

### Duplas: 3 (1 título 2 vices)
| Legend                            |
| Grand Slam (0–0)                  |
| ATP World Tour Finals (0–0)       |
| ATP World Tour Masters 1000 (0–0) |
| ATP World Tour 500 Series (0–1)   |
| ATP World Tour 250 Series (1–1)   |

| Resultado | N. | Data                   | Torneio                          | Piso   | Parceiro        | Oponentes                         | Placar           |
| Campeão   | 1. | 6 de Fevereiro de 2016 | Ecuador Open, Quito, Equador     | Saibro | Guillermo Durán | Thomaz Bellucci Marcelo Demoliner | 7–5, 6–4         |
| Vice      | 1. | 21 Fevereiro 2016      | Rio Open, Rio de Janeiro, Brasil | Saibro | David Marrero   | Juan Sebastián Cabal Robert Farah | 6–7(5–7), 1–6    |
| Vice      | 2. | 27 Fevereiro 2016      | Brasil Open, São Paulo, Brasil   | Saibro | David Marrero   | Julio Peralta Horacio Zeballos    | 6–4, 1–6, [5–10] |